# Maria Popescu
Mari(oar)a Popescu (Boekarest, 4 september 1919 - Wallis, 3 november 2004) was een Roemeens socialite en werd veroordeeld voor moord.
Ze was een dochter van minister van justitie Stelian Popescu. Popescu werd in 1945 in Genève schuldig bevonden en tot levenslange gevangenisstraf veroordeeld voor de moord via vergiftiging op haar stiefmoeder en diens kamermeid alsmede een poging tot vergiftiging van haar vader. Sindsdien zijn er verschillende boeken verschenen die menen dat de veroordeling van Maria Popescu berust op een gerechtelijke dwaling. In 1957 werd haar amnestie verleend. Daarna schreef Popescu  haar memoires en trouwde. Ze woonde in Wallis en had een zoon.